# Calligypona albicollis
Calligypona albicollis är en insektsart som beskrevs av Sahlberg 1871. Calligypona albicollis ingår i släktet Calligypona och familjen sporrstritar. Inga underarter finns listade i Catalogue of Life.